# Conservation de la charge électrique
Pour les articles homonymes, voir Conservation de la charge.
La conservation de la charge électrique est un principe physique. Il exprime que la charge électrique d'un système isolé est un invariant. La charge électrique ne peut donc être qu'échangée avec un autre système mais ni créée ni annihilée. On dit qu'il s'agit d'une grandeur conservative.
Ainsi, lors d'une réaction chimique, la somme totale des charges des espèces mises en jeu est conservée entre les réactifs et les produits. Lors d'une collision entre atomes, ions ou molécules, d'une désintégration radioactive, ou d'un échange énergie-matière, il en est de même. Ce principe de conservation de la charge est également à la base de la loi des nœuds en électrocinétique.

## Équation locale de conservation de la charge
On peut exprimer localement la loi de conservation d'une grandeur extensive {\displaystyle \Phi } de densité volumique {\displaystyle \phi }, entraînée à la vitesse {\displaystyle {\vec {V}}} et comportant un terme de production volumique {\displaystyle S}, par :
{\displaystyle {\frac {\partial \phi }{\partial t}}+{\vec {\nabla }}\cdot (\phi {\vec {V}})=S}
Si {\displaystyle \rho } est la densité volumique de charge entraînées à la vitesse {\displaystyle {\vec {V}}} et {\displaystyle {\vec {j}}=\rho {\vec {V}}} est le vecteur densité volumique de courant, l'équation locale de conservation de la charge s'écrit en l'absence de terme de production en volume :
{\displaystyle {\frac {\partial \rho }{\partial t}}+{\vec {\nabla }}\cdot {\vec {j}}=0}

## Quelques conséquences
- En régime stationnaire, c’est-à-dire {\displaystyle {\frac {\partial \,\rho }{\partial \,t}}=0}, on a {\displaystyle {\vec {\nabla }}\cdot {\vec {j}}=0} : {\displaystyle {\vec {j}}} est alors un champ à flux conservatif. Ainsi, en intégrant sur une surface fermée, par exemple un morceau de fil conducteur, on peut retrouver la loi des nœuds de Kirchhoff concernant la conservation de l'intensité.

Une autre conséquence peut être tirée pour un écoulement hypersonique : le long d'une ligne de courant la densité de courant est nulle car nulle en amont dans le milieu non perturbé. On définit ainsi un milieu quasineutre où la diffusion des particules chargées peut être décrite par les équations de Stefan-Maxwell, voire par l'approximation de diffusion ambipolaire.
- Considérons un matériau conducteur de conductivité homogène {\displaystyle \gamma } seul dans l'univers. De l'équation de la conservation de la charge et de la loi d'Ohm {\displaystyle {\vec {j}}=\gamma \,{\vec {E}}} on tire, {\displaystyle \gamma } étant supposé homogène : {\displaystyle \gamma \,{\vec {\nabla }}\cdot {\vec {E}}+{\frac {\partial \,\rho }{\partial \,t}}=0}. En utilisant encore une fois l'équation de Maxwell-Gauss on obtient l'évolution temporelle de {\displaystyle \rho }: {\displaystyle {\frac {\partial \,\rho }{\partial \,t}}+\gamma \,\mu _{0}\,c^{2}\,\rho =0.}

Ainsi, {\displaystyle \rho } tend exponentiellement vers 0 avec une constante de temps {\displaystyle {\frac {1}{\gamma \,\mu _{0}\,c^{2}}}} qui est de l'ordre de 10−18 s pour un métal de conductivité de l'ordre de 107 S m−1 : il ne peut donc subsister de densité volumique de charge dans un bon conducteur.
Ceci peut paraître paradoxal si le conducteur avait initialement une charge totale non nulle, mais on peut y répondre en affirmant que cette charge totale se retrouve sous la forme d'une densité surfacique de charge au bord du conducteur, la densité volumique de charge à l'intérieur étant bien nulle.

## Physique quantique
En mécanique quantique et en théorie quantique des champs, la charge électrique est conservée sans exception, contrairement par exemple à l'énergie, qui se conserve en moyenne mais qui est sujette à des fluctuations quantiques.